# Холми (Оршанський район)
Холми (біл. Халмы) — село в складі Оршанського району розташоване у Вітебській області Білорусі. Село входить до складу Орєховської сільської ради.
Веска Холми розташована на півночі Білорусі, в південно-східній частині Вітебської області.